# Volker Thiel (Politiker)
Volker Thiel (* 5. August 1955 in Lüneburg) ist ein deutscher Politiker (FDP) und freiberuflicher Unternehmensberater.

## Leben
Volker Thiel erwarb 1974 die allgemeine Hochschulreife und studierte anschließend katholische Theologie, Erziehungswissenschaft, Philosophie und Geschichte an der Freien Universität Berlin. Das Studium beendete Thiel 1986 mit dem Grad eines Magister Artium. Seit 1985 arbeitet Volker Thiel freiberuflich als Berater, Trainer und Dozent.
Von 2001 bis 2004 war Thiel als Lehrbeauftragter der FU Berlin im Fachbereich Erziehungswissenschaft und Psychologie tätig. Volker Thiel ist verheiratet und hat keine Kinder.

## Politik
Volker Thiel ist seit 1997 Mitglied der FDP und Mitglied im Landesfachausschuss für Wirtschaft, Finanzen und Arbeit. Von 2001 bis 2015 war er Bezirksvorsitzender der FDP Treptow-Köpenick. 2001 kandidierte Volker Thiel für die FDP im Bezirk Treptow-Köpenick für das Berliner Abgeordnetenhaus, dessen Mitglied er von November 2001 bis 2011 war. Bei der Berliner Landtagswahl 2006 erhielt die FDP 7,6 %. Volker Thiel wurde über die Bezirksliste Treptow-Köpenick mit 9,6 % der Zweitstimmen gewählt (2001: 5,9 %). In der FDP-Fraktion war Volker Thiel Sprecher für Wirtschaft, Technologie, Frauen, Kultur und Arbeit und vertrat seine Fraktion in den entsprechenden Ausschüssen des Abgeordnetenhauses. Zudem war er Mitglied im Hauptausschuss und in den Unterausschüssen Vermögen und Beteiligung. Bei der Wahl zum Abgeordnetenhaus von Berlin 2011 zog die FDP nicht mehr in Abgeordnetenhaus ein und sein Mandat endete.
2013 kandidierte er im Bundestagswahlkreis Berlin-Treptow – Köpenick als Direktkandidat der FDP und erhielt 2,0 % der Erststimmen.
Seit 2007 ist er Sprecher des Landesausschusses der FDP Berlin. Er ist zudem stellvertretender Ausschussvorsitzender im Bundesfachausschuss Wirtschaft und Arbeit der FDP.
Von Dezember 2007 bis November 2010 war Volker Thiel Berliner Landesvorsitzender des Bund der Selbständigen.
Seit Februar 2014 ist er Vorsitzender des bezirklichen Städtepartnerschaftsvereins Partner Treptow-Köpenick e.V.